# Pavel Trenský
Pavel Trenský nebo Paul I. Trensky (24. března 1929 Ostrava – 10. března 2013 New Paltz, Spojené státy americké) byl americký teatrolog, filolog a vysokoškolský pedagog českého původu.

## Život
Anglistiku a rusistiku studoval nejprve na Univerzitě Komenského v Bratislavě, kde promoval v roce 1955. V roce 1956 emigroval do Rakouska, kde na Vídeňské univerzitě dále studoval divadelní vědu a germanistiku. V roce 1957 se přestěhoval do Spojených států amerických, kde na Harvardově univerzitě studoval slavistiku a komparistiku.
Od 60. let působil v Bostonu a v Illinois jako vysokoškolský učitel. Od roku 1964 působil na Fordhamské univerzitě v New Yorku jako profesor literatury a divadelní vědy.
V USA byl v letech 1989–1991 vydavatelem exilového periodika Czechoslovak and Central European Journal. Od 90. let psal i pro český odborný tisk, stal se členem redakční rady časopisu Svět a divadlo, přispíval i do Divadelních novin.

## Ocenění
- Pamětní medaile F. X. Šaldy Ústavu pro českou literaturu
- Medaile Nadace Josefa Hlávky Akademie věd České republiky